# Miguel Boyer
Pour les articles homonymes, voir Boyer.
Miguel Boyer Salvador, né le 5 février 1939 à Saint-Jean-de-Luz et mort le 29 septembre 2014 à Madrid, est un homme politique et entrepreneur espagnol. Il est ministre de l'Économie et des Finances entre 1982 et 1985.

## Biographie

### Jeunesse et famille
Miguel Boyer est né en France, dans la ville de Saint-Jean-de-Luz, où ses parents avaient émigré à cause de la Guerre civile espagnole. Son père, José Boyer, était membre du parti de la Gauche républicaine (IR) et reconnu comme un proche du dernier Président de la République espagnole, Manuel Azaña. Quant à sa mère, elle descend d'une famille de politiciens libéraux ayant compté parmi ses membres un gouverneur de la Banque d'Espagne et un ministre des Finances.

### Études et vie professionnelle
Après avoir effectué ses études au lycée français de Madrid, il obtient une licence de sciences économiques puis une de sciences physiques à l'Université Complutense de Madrid. Il a par la suite été professeur à l'École des ingénieurs en télécommunications, puis il a travaillé au service des Études de la Banque d'Espagne, avant de devenir sous-directeur du service des Études de l'Institut national de l'industrie (INI).
Nommé directeur de l'INI en 1974, il a également occupé le poste de directeur de la Planification et des Études de l'Institut national des hydrocarbures en 1981. Depuis son retrait de la vie politique active, il a exercé diverses fonctions dans le monde de l'entreprise, notamment celle de vice-président de FCC Constructions, filiale du groupe espagnol FCC SA.

### Militant socialiste
Militant socialiste depuis les années 60, il est plusieurs fois emprisonné pour ses activités politiques et passe de nombreux mois à la prison madrilène de Carabanchel. Après avoir fait partie de la Commission exécutive du Parti socialiste ouvrier espagnol, il quitte le parti : il y revient seulement au moment des législatives de 1979, et est élu représentant de la province de Jaén au Congrès des députés.

### Ministre de l'Économie
Le 3 décembre 1982, à la suite de la victoire du PSOE aux élections législatives anticipées, Miguel Boyer est nommé ministre de l'Économie et des Finances du premier gouvernement dirigé par Felipe González. Il compte à son actif l'expropriation forcée du groupe Rumasa, une puissante holding aux pratiques douteuses et illégales, la loi sur les locations urbaines ou encore le décret libéralisant les horaires du commerce.
Durant son mandat, il s'est fait le défenseur d'une politique fiscale et monétaire restrictive et stabilisée, afin de lutter contre l'inflation, ce qui l'oppose notamment à Alfonso Guerra, Vice-Président du Gouvernement et Vice-Secrétaire général du PSOE, partisan d'une augmentation des dépenses publiques. Le 5 juillet 1985, il est remplacé par le ministre de l'Industrie, Carlos Solchaga Catalán.

### Départ du PSOE
Juste avant les législatives anticipées de 1996, il quitte le Parti socialiste et se rapproche des conservateurs du Parti populaire. Il fut membre de la fondation FAES, le think tank de la droite espagnole.

### Vie privée
Du fait de son mariage avec la journaliste Isabel Preysler, après un premier mariage avec l'écrivaine et médecin féministe Elena Arnedo Soriano, il est devenu un habitué de la presse people.
Il meurt le 29 septembre 2014, à 75 ans, des suites d'une embolie pulmonaire. Il est inhumé au cimetière Saint-Isidore de la capitale espagnole.